# Kahoku
Kahoku (japanska: かほく市?, Kahoku-shi) är en stad i Ishikawa prefektur i Japan. Staden fick stadsrättigheter 2004.